# Polona
Polona — польская электронная библиотека, обеспечивающая доступ к оцифрованным книгам, журналам, графике, картам, нотам и рукописям из фондов Национальной библиотеки Польши и сотрудничающих с ней учреждений.

## История
Библиотека была основана приказом № 46/2006 директора Национальной библиотеки от 28 июля 2006 года. 9 октября того же года Polona стала доступной на сайтах polona.pl и bn.org.pl. 6 декабря была запущена обновлённая версия, где появились дополнительные функции и изменилось графическое оформление.
20 июня 2013 года была запущена Polona 2.0. Новый интерфейс был создан лабораторией EE Design Laboratory — Huncwot.
2 октября 2017 года была запущена новая версия Polona под названием Polona / 2miliony (рабочее название — Polona 3.0). Окончательный вариант названия связан с объёмом фонда на тот момент — 2 миллиона единиц. В новой версии стало доступно несколько новых функций, прежде всего расширенный поиск.
В январе 2017 года фонды Polona увеличились благодаря реализации проекта «Patrimonium — оцифровка и распространение польского национального наследия из фондов Национальной библиотеки и Библиотеки Ягеллонского университета». В июле 2020 года был запущен проект «Patrimonium — памятники литературы», являющийся продолжением проекта Patrimonium. К июню 2022 года в рамках этого проекта планируется оцифровать 140 тысяч документов, в том числе более 20 000 старинных гравюр, 4 тысячи карт и 2,5 тысячи рукописей.

## Фонд
По состоянию на 12 октября 2017 года фонд библиотеки насчитывал 2 016 037 документов, 863 400 из которых предусматривали открытый доступ или доступ по лицензиям. Ежедневно фонд библиотеки пополняется примерно 2000 единицами.